# 陳時中 (學者)
陈时中（1939年—），香港人。中華人民共和國数学家。

## 生平
1961年，毕业于复旦大学数学系；历任复旦大学学术委员会秘书长、管理科学系副主任。后升任复旦大学管理科学系管理科学教研室主任、副教授，第一届全国企业数量经济学会副理事长。编有《决策分析基础》、《系统科学导引》。